# Retrat d'home (Antonello da Messina, 1475)
Retrat d'home (en italià, Ritratto d'uomo) és un quadre pintat per Antonello da Messina cap al 1475 i que actualment està exposat a la National Gallery de Londres.
Va ser adquirit per la National Gallery el 1883. Se'l considera una obra tardana de l'autor. Probablement, va existir originàriament un pedestal a la base amb la signatura de l'autor, però ara ja no existeix.
Es pensa sovint que és un autoretrat, a causa de la mirada directa del personatge, com si s'hagués pintat mirant un espill. No obstant això, l'anàlisi amb raigs X revela que abans els ulls miraven cap a l'altre costat, amb la qual cosa s'ha posat en dubte la teoria de l'autoretrat.
Antonello va ser un dels primers artistes italians que van aprendre de l'art flamenc. L'atenció al detall, com la descripció de cada un dels pèls de la barba, l'atenció a la textura de la pell, la intensitat expressiva d'aquest retrat fan que s'assembli als retrats flamencs.